# Amaury du Closel

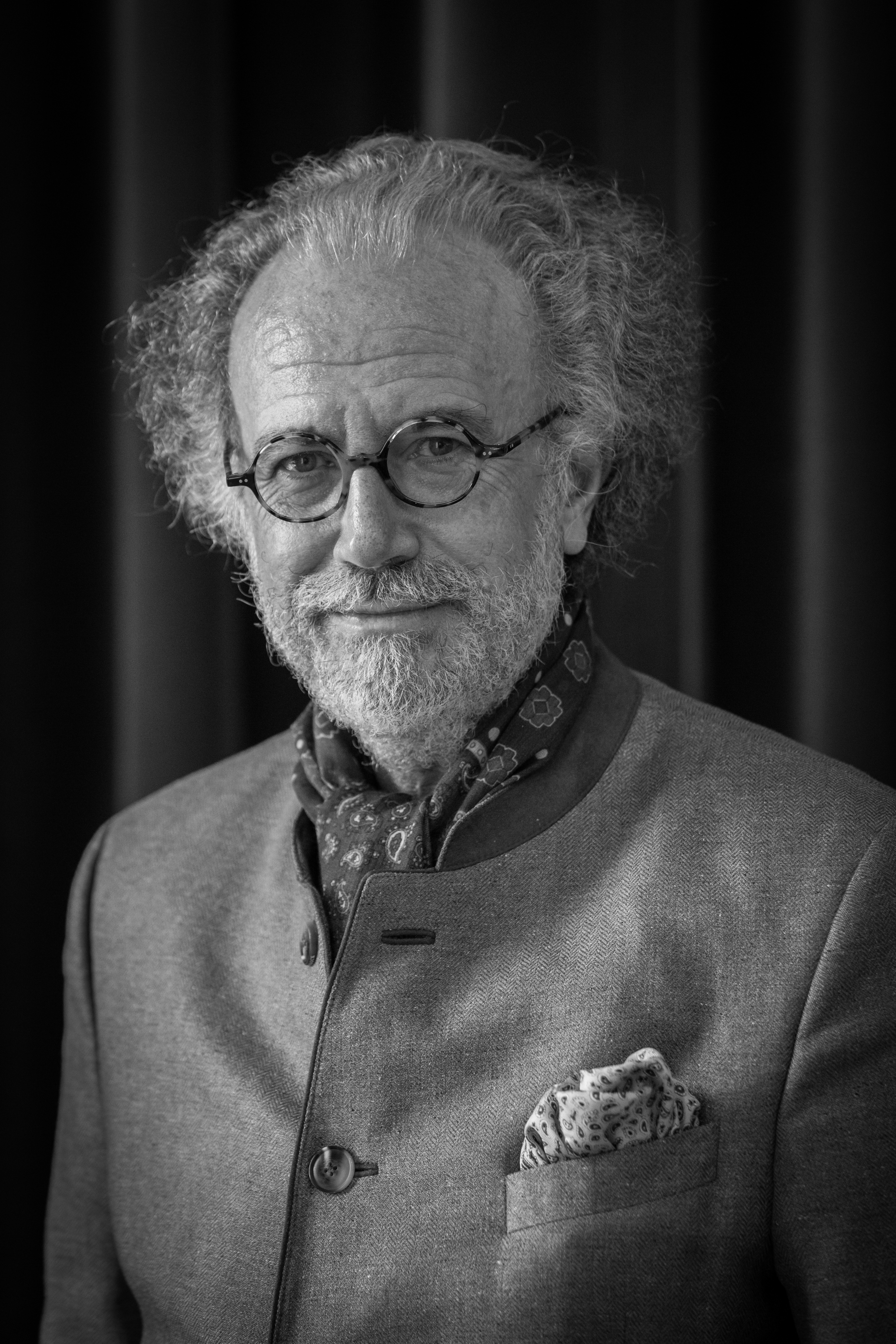
Amaury du Closel (2015)

Amaury du Closel (* 6. Februar 1956; † 7. Oktober 2024) war ein französischer Komponist und Orchesterleiter.

## Leben
Der Wahlwiener Amaury du Closel studierte Komposition bei Max Deutsch – selbst Schüler von Arnold Schönberg – und Dirigieren am Königlichen Konservatorium von Mons bei Alexandre Myrat und besuchte Meisterkurse in Wien bei Karl Österreicher, Charles Mackerras und später bei Pierre Boulez. Im Jahr 1985 gewann er den 2. Internationalen Dirigentenwettbewerb „Masterplayers“ in Lugano.
Seit seinem Debüt hat Amaury du Closel mehr als 80 Orchester in Europa und Asien dirigiert. Zu ihnen gehören die Berliner Symphoniker in der Berliner Philharmonie, die Nürnberger Symphoniker, mit denen Amaury du Closel mehrere Aufnahmen für Deutsche Grammophon und Sony gemacht hat, die Thüringer Philharmonie Gotha-Eisenach, das Klangforum Wien und zahlreiche europäische Philharmonien oder Kammerensembles wie die Philharmonien von Sofia, George Enescu in Bukarest, das rumänische Rundfunkorchester, die Symphonieorchester von Bari, San Remo, Abruzzen, Grossetto, I Solisti Aquilani in Italien, die Philharmoniker von Straßburg, Bordeaux-Aquitaine, Cannes Nancy und Metz in Frankreich.
Mit seinem Orchester Les Métamorphoses – 2018 gegründet und von der Kritik hoch gelobt – gab er zahlreiche Konzerte in Frankreich und nahm an mehreren Festivals teil (Festival de Sully, L'Automne musical en Normandie), nicht zu vergessen eine Neuproduktion von Giuseppe Verdis La traviata mit seiner Opernkompanie Opéra Nomade.
Amaury du Closel verfolgte auch eine Karriere als Komponist: Sein Katalog umfasst rund 30 Werke, darunter Orchesterwerke, verschiedene Kammermusikstücke und Lieder. Für den Film komponierte er die Musik für die Stummfilme La Dixième Symphonie von Abel Gance und Michel Strogoff von Viktor Tourjansky. Sein letztes Stück Stolpersteine ist im Herbst 2022 auf CD erschienen.
Amaury du Closel war ab 2000 musikalischer Leiter der Operngesellschaft Opéra Nomade und ab 2006 auch musikalischer Leiter der Académie Lyrique. Er gründete 2003 das Forum Voix Etouffées, dessen Ziel es ist, die Musik der vom Nationalsozialismus verfolgten Komponisten zu fördern, und veröffentlichte 2005 Les Voix étouffées du Troisième Reich bei Actes Sud (bei Böhlau Verlag in Wien 2010 unter dem Titel Erstickte Stimmen. „Entartete Musik“ im Dritten Reich), das mit dem Preis für den besten Essay des Syndicat de la Critique Musicale ausgezeichnet wurde. Er hat zahlreiche CDs für das Englische Label KMI mit Werken von Schönberg, Toch, Ullmann, Zemlinsky, Schreker, Mahler veröffentlicht.

## Ehrungen und Auszeichnungen
- 2001: Officier des Arts et des Lettres der Republik Frankreich.
- Goldenes Ehrenzeichen für Verdienste um die Republik Österreich
- 2021: Bundesverdienstkreuz am Bande der Bundesrepublik Deutschland.

## Werk
Von den bis 2010 entstandenen Werken du Closels waren drei Auftragsarbeiten der Französischen Republik. 1993 entstanden Cinq Poèmes Expressionistes für Countertenor und Orchester sowie 1995 ein Liederzyklus auf der Basis von Gedichten von Else Lasker-Schüler für Tenor und Orchester. Fünf Gedichte von Paul Celan aus dem Jahre 1996 wurden bisher nicht veröffentlicht. Das Stück Abîmes (Abgründe), eine Komposition für Violoncello aus dem Jahr 1998, war Henri Dutilleux gewidmet und wurde von Barbara Marcinkowska aufgeführt.

## Buch
- Erstickte Stimmen. „Entartete Musik“ im Dritten Reich, übersetzt von Ulrike Kolb; Böhlau Verlag, Köln 2010, ISBN 978-3-205-78292-6